# Schloss Krockow

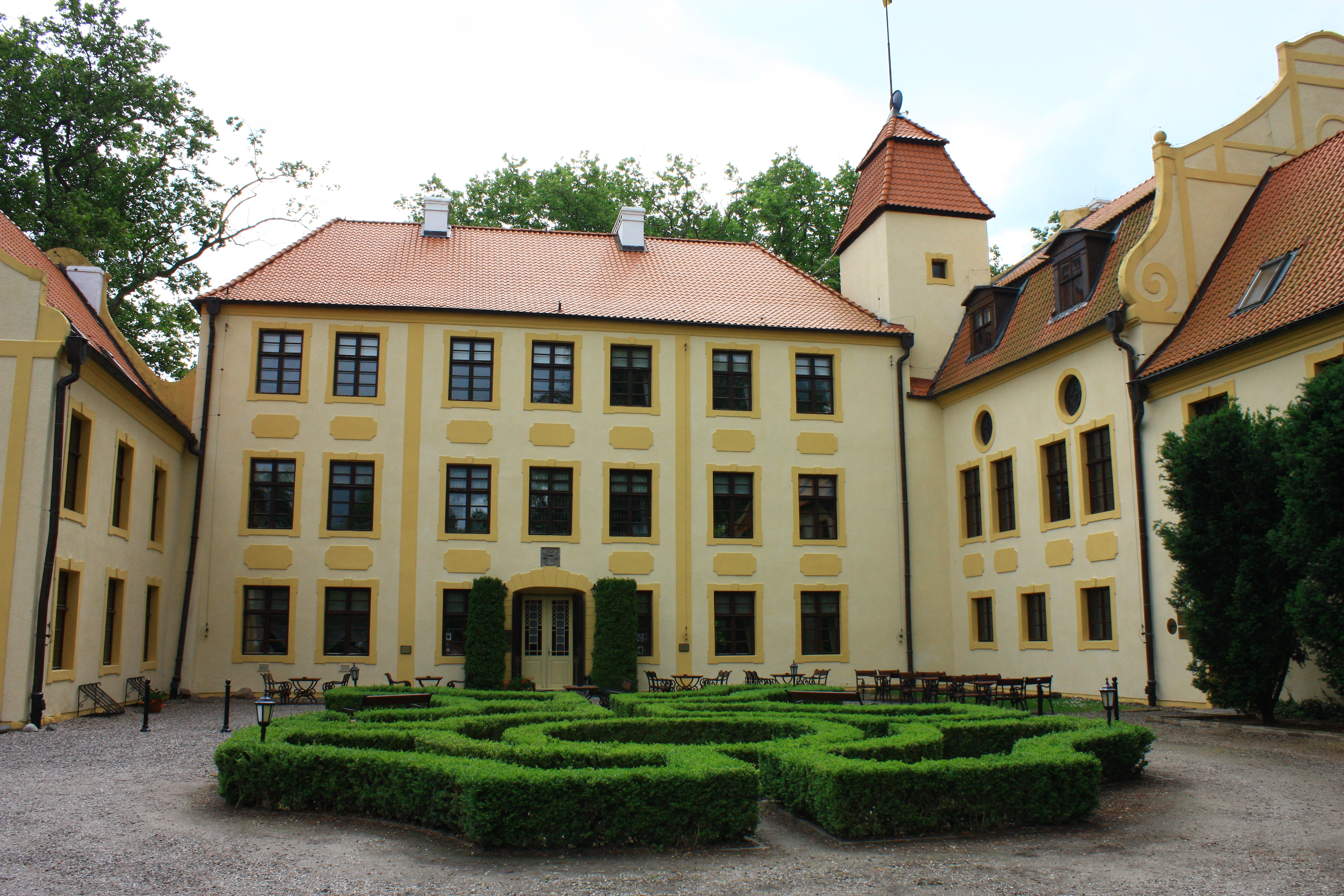
Schloss Krockow

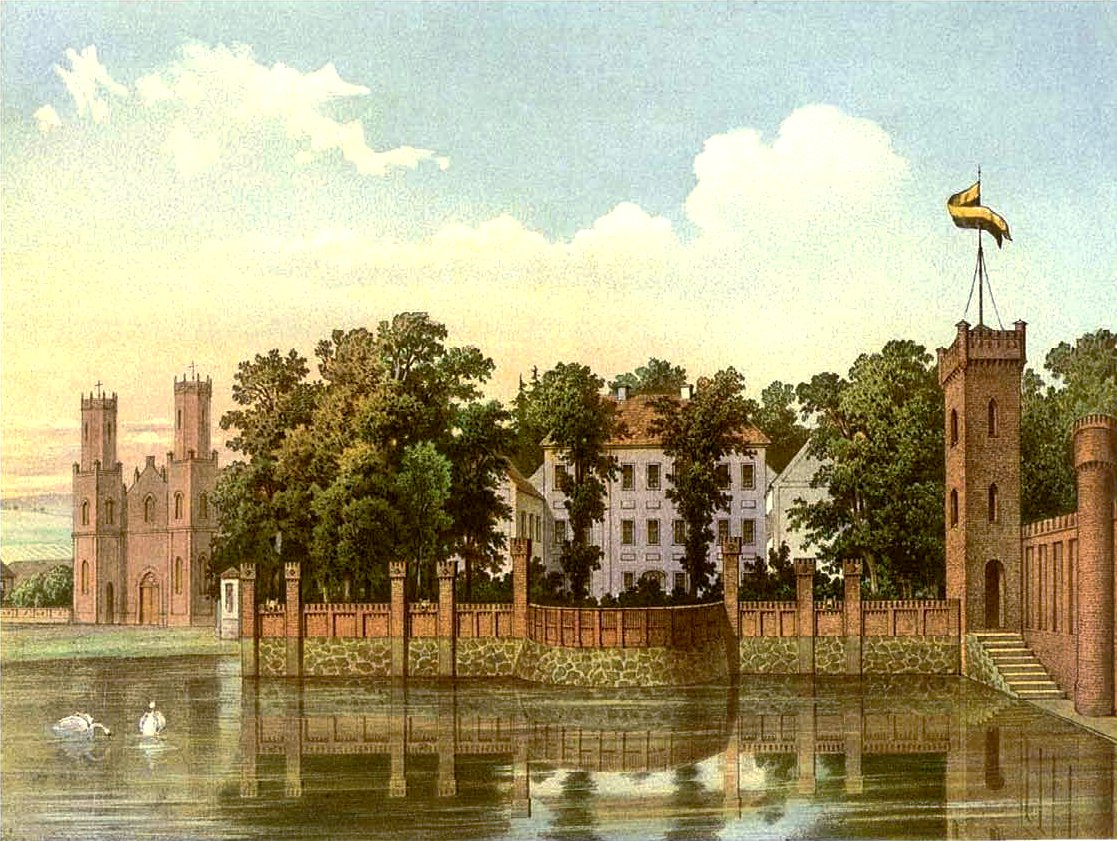
Schloss Krockow um 1860, Sammlung Alexander Duncker

Schloss Krockow (polnisch Pałac w Krokowej) ist ein Schloss im polnischen Krokowa, Woiwodschaft Pommern. Es gehörte von Ende des 13. Jahrhunderts bis 1945 der gleichnamigen Familie, die vermutlich aus Franken stammte und mit dem Deutschen Orden ins Land kam.

## Geschichte
Vermutlich bestand im Ort schon seit Ende des 13. Jahrhunderts ein Rittersitz. Dieser wurde über die Jahre zu einer kleinen Burg ausgebaut, die mit Wall und Wassergraben umgeben war. Ende des 16. Jahrhunderts bestand die Burg aus einem zweistöckigen Gebäude mit Ecktürmen, das auf einer Fläche von 60 × 70 Metern von einer Wehrmauer eingefasst war. Im 17. Jahrhundert wurden Mauern und Wälle abgetragen, da diese ihre Funktion verloren hatten. Das Haupthaus wurde um zwei Flügel erweitert und ein italienischer Garten und jenseits der Schlossinsel ein Obstgarten und Fischteich angelegt.
Durch wirtschaftliche Schwierigkeiten musste das Anwesen 1782 versteigert werden, wurde jedoch von einer anderen Linie der von Krockow ersteigert. Die neue Eigentümerin, Louise von Krockow ließ 1784 das Schloss spätbarock umgestalten.
Nach 1945 war im Schloss ein Pflanzenzuchtbetrieb untergebracht. Nach der Wende wurde die „Stiftung für Europäische Begegnung – kaschubisches Kulturzentrum Krockow“ gegründet. Das Schloss wurde bis 1994 für Hotel- und Tagungsbetrieb umgebaut. Auch der Park wurde in seiner ursprünglichen Form wiederhergestellt. Im Park finden sich eine bemerkenswerte Gurkenmagnolie, ein Trompetenbaum, ein Ginkgo und eine Riesenthuja. Die sogenannte Philosophenallee erinnert an Johann Gottlieb Fichte, der 1791/92 auf Schloss Krockow Hauslehrer war.
In einem ehemaligen Gasthof am Schlosspark befindet sich eine Außenstelle des Westpreußischen Landesmuseum Münster, in dem wechselnde Ausstellungen gezeigt werden.